# День незалежності Грузії

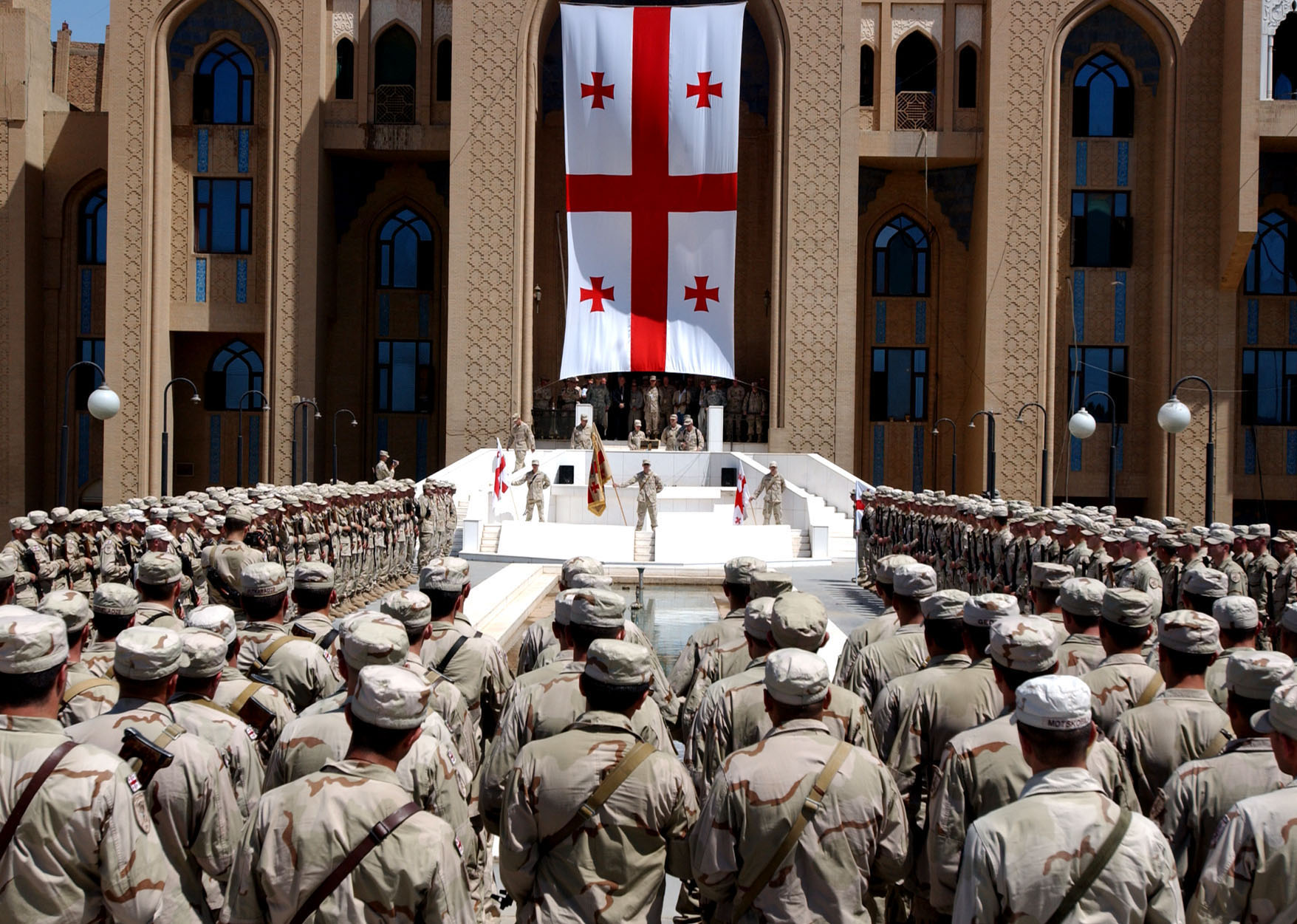
Грузинські солдати під час святкування Дня незалежності в Багдаді, 2006 рік.

День державної незалежності Грузії — головне державне свято Грузії. Відзначають 26 травня.

## Історія
Із XIX століття Грузія входила до складу Російської імперії. 1801 року російський імператор Павло I, порушивши умови Георгіївського трактату, згідно з яким Картлі-Кахетинське царство перебувало під протекторатом Росії як автономна держава, видав маніфест про скасування грузинського царства та входження його до складу Російської імперії.
Після Жовтневого перевороту Грузія разом із сусідніми Вірменією та Азербайджаном нетривалий час перебувала у складі так званої Закавказької демократичної федеративної республіки, яка проіснувала трохи більше місяця.
26 травня 1918 року уряд Грузії на чолі з Ное Жорданія проголосив незалежність країни. Перша незалежна Грузинська Демократична Республіка проіснувала до лютого 1921 року. За цей час Грузію де-юре визнали 23 держави Європи (Велика Британія, Франція, Німеччина, Італія, Радянська Росія, Туреччина), Азії і Латинської Америки (Аргентина та інші). 25 лютого 1921 року частини 11-ї Червоної Армії разом із загонами грузинських більшовиків скинули меншовицький уряд Грузії.
Була утворена Грузинська РСР, яка 30 грудня 1922 року увійшла до СРСР, спочатку в складі Закавказької Соціалістичної Федеративної Радянської Республіки (ЗСФРР), а з 1936 по 1991 рік — як союзна республіка.
31 березня 1991 року був проведений референдум про відновлення державної незалежності Грузії. У референдумі взяли участь 90,5 % виборців, із яких за державну незалежність проголосували 98,93 %. 9 квітня 1991 року на підставі результатів всенародного референдуму Верховна Рада республіки прийняла Акт про відновлення державної незалежності Грузії, що проголосив дійсними Акт про незалежність 1918 року і Конституцію 1921 року. Введено посаду Президента Республіки Грузія.
9 квітня відмічають День відновлення незалежності Грузії, яка була здобута на підставі Акта про оголошення Незалежності першої Республіки Грузії 26 травня 1918 року.

## Святкування

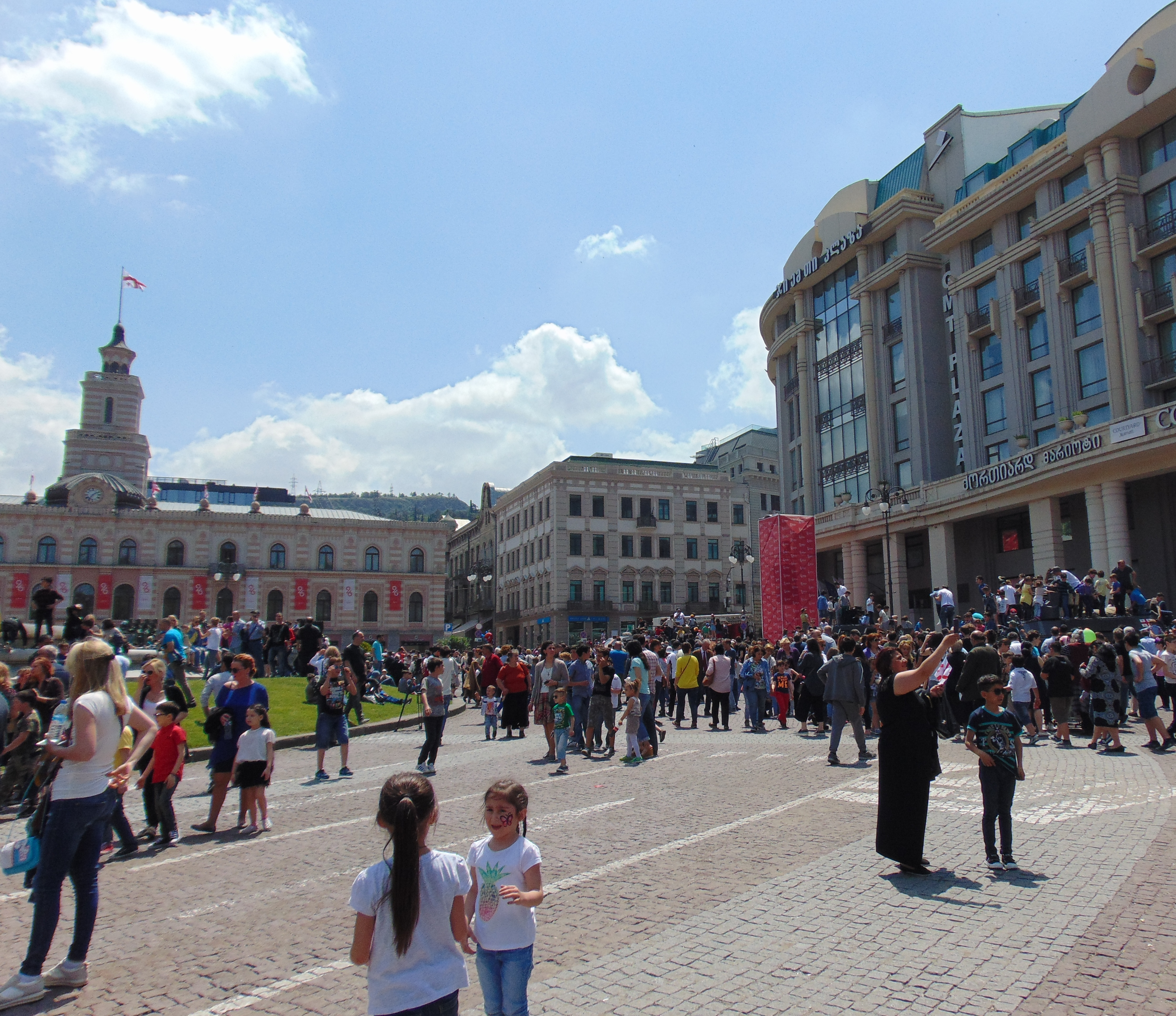
Святкування на площі Свободи у Тбілісі (2017)

Головне державне свято в Грузії відзначають із величезним розмахом. За традицією в цей день проходить урочистий військовий парад і грандіозний святковий концерт. Військовий парад проходить головною вулицею Тбілісі — проспектом Руставелі. Вулицею крокують колони військових: тисячі військовослужбовців усіх видів військ. За ними йде більше 100 одиниць військової техніки. В небі виконують фігури пілотажу літаки.
Не менш видовищним є інший захід, що за традицією проходить в цей день, — знаменитий фестиваль квітів «Вардобістве». У ці дні знаменитий Міст Миру перетворюють на різнобарвну веселку з квітів.
Також урочистості проходять у столичному парку Ваке, де збираються ветерани. Тут проходить акція пам'яті тих, хто поклав життя в ім'я Незалежності країни.
У парках проходять дитячі заходи і свята, а на стадіонах — спортивні матчі та змагання.
Вінцем всіх святкових заходів є грандіозний концерт в історичній частині міста — Ріке.